# 小林立
小林 立（こばやし りつ）は、日本の漫画家、イラストレーター。

## 概要
18禁ゲームの原画等も手がけている。りつべという別ペンネームがある。東京都目黒区駒場出身、江東区越中島育ち。
漫画活動以外では、「DTMマガジン」においてWRD（MIDI演奏と同時にMIDI演奏ソフト上で歌詞を表示するコメント表示機能）制作講座を連載していた。
かつては『シールオンライン』の廃人ゲーマー（キャラクター名は「りっつん」）としても知られており、漫画にもRPG風の演出が入ることが多い。

## 作品リスト

### 漫画作品
- みちしるべ（『月刊コミック電撃大王』2002年4月号）
- FATALIZER（『月刊コミックブレイド』2003年内）
- シールオンライン ステレオ・ガールズ（原案：YNK JAPAN、『ヤングガンガン』2005年7号） - オンラインゲーム『シールオンライン』の読み切り作品。
- カピ（『ヤングガンガン』2005年21号）
- 咲-Saki-（『ヤングガンガン』2006年 - 連載中）
  - 咲日和（作画：木吉紗、『ヤングガンガン』→『月刊ビッグガンガン』2011年 - 2018年）
  - 咲-Saki-阿知賀編 episode of side-A（作画：五十嵐あぐり、『月刊少年ガンガン』→『月刊ビッグガンガン』2011年 - 連載中）
  - シノハユ the dawn of age（作画：五十嵐あぐり、『月刊ビッグガンガン』2013年 - 連載中）
  - 怜-Toki-（作画：めきめき、『月刊ビッグガンガン』2016年 - 連載中） - 原案。
  - 染谷まこの雀荘メシ（作画：めきめき『ヤングガンガン』2019年 - 2022年） - 原案。
  - 咲-Saki- re：KING'S TILE DRAW（作画：極楽院櫻子、『ガンガンONLINE』2020年 - 連載中） - 原案。
  - 咲とファイナルファンタジーXIV（作画：木吉紗、監修：ファイナルファンタジーXIV 開発/運営チーム、『マンガUP!』2021年 - 2023年） - 原案。

### イラスト
- 有翼騎士団（著：赤城毅、C★NOVELS Fantasia、1999年）
- 紅いバラシリーズ（原案：田中芳樹、著：岡崎裕信、集英社スーパーダッシュ文庫、2007年）
- THEわれめDEポン（フジテレビONE、2017年8月19日）スタッフTシャツイラスト[2][注釈 1]
- 麻雀漫画50年史（著：V林田、文学通信、2024年）表紙カバーイラスト[3][注釈 2]
- あまサドアンソロジー（アンソロジーコミック、2024年）カバーイラスト[4]

### 書籍

#### 漫画単行本
- 『FATALIZER』マッグガーデン〈ブレイドコミックス〉2004年、全1巻
- 『咲-Saki-』スクウェア・エニックス〈ヤングガンガンコミックス〉2007年 - 刊行中、既刊26巻（2025年4月現在）
  - 『咲日和』作画：木吉紗、スクウェア・エニックス〈ビッグガンガンコミックス〉2012年 - 2018年、全7巻
  - 『咲-Saki-阿知賀編 episode of side-A』作画：五十嵐あぐり、スクウェア・エニックス〈ガンガンコミックス〉2012年 - 刊行中、既刊9巻（2022年9月現在）
  - 『シノハユ the dawn of age』、作画：五十嵐あぐり、スクウェア・エニックス〈ビッグガンガンコミックスSUPER〉2013年 - 刊行中、既刊18巻（2025年4月現在）
  - 『怜-Toki-』作画：めきめき、スクウェア・エニックス〈ビッグガンガンコミックスSUPER〉2016年 - 刊行中、既刊12巻（2025年4月現在） - 原案。
  - 『染谷まこの雀荘メシ』作画：めきめき、スクウェア・エニックス〈ヤングガンガンコミックス〉2021年 - 2022年、全3巻 - 原案。
  - 『咲-Saki- re：KING'S TILE DRAW』作画：極楽院櫻子、スクウェア・エニックス〈ガンガンコミックスONLINE〉2021年 - 刊行中、既刊2巻（2023年7月現在） - 原案。
  - 『咲とファイナルファンタジーXIV』作画：木吉紗、監修：ファイナルファンタジーXIV 開発/運営チーム、スクウェア・エニックス〈ガンガンコミックス UP!〉2021年 - 2023年、全2巻 - 原案。

#### 画集
- 『咲-Saki- 画集Ritz Kobayashi illustrations』スクウェア・エニックス、2021年1月22日発売、ISBN 978-4-7575-7018-4

### その他
- アイサの涙（18禁コンピュータゲーム、1999年）原画
- ロケットの夏（18禁コンピュータゲーム、2002年）キャラクターデザイン原案